# 粗空間
数学の一分野である粗幾何学（英: coarse geometry）における粗空間（英: coarse space）とは、空間の大尺度の構造に関する情報を取り出した構造の一つである粗構造（英: coarse structure）を備えた空間である。伝統的な位相空間論では近傍系や連続性などの小尺度構造を問題にしてきたのと対照的に、粗幾何学では（非）有界性や漸近挙動などの大尺度構造を問題にする。粗構造は距離構造の一般化の一つであり、位相構造ではなく一様構造の大尺度構造に関する類似物といえる（位相空間の類似物に当たるのは有界型空間といわれる）。

## 定義
集合 {\displaystyle X} の直積 {\displaystyle X\times X} の部分集合からなる族 {\displaystyle {\mathcal {E}}} が、条件
1. {\displaystyle X} の対角線集合 {\displaystyle \Delta _{X}=\{(x,x)\in X\times X:x\in X\}} は {\displaystyle {\mathcal {E}}} に属す。
2. {\displaystyle E} と {\displaystyle F} が {\displaystyle {\mathcal {E}}} に属すとき、その合併 {\displaystyle E\cup F} も {\displaystyle {\mathcal {E}}} に属す。
3. {\displaystyle E} と {\displaystyle F} が {\displaystyle {\mathcal {E}}} に属すとき、その合成 {\displaystyle E\circ F:=\{(x,z)\in X\times X:\exists y\in X,(x,y)\in E,(y,z)\in F\}} も {\displaystyle {\mathcal {E}}} に属す。
4. {\displaystyle E} が {\displaystyle {\mathcal {E}}} に属すとき、その部分集合 {\displaystyle F\subseteq E} も {\displaystyle {\mathcal {E}}} に属す。
5. {\displaystyle E} が {\displaystyle {\mathcal {E}}} に属すとき、その逆 {\displaystyle E^{-1}:=\{(y,x)\in X\times X:(x,y)\in E\}} も {\displaystyle {\mathcal {E}}} に属す。

を満足するとき、{\displaystyle (X,{\mathcal {E}})} を、{\displaystyle X} を台集合、 {\displaystyle {\mathcal {E}}} を粗構造(又は近縁系(system of entourages))とする粗空間という。二番目及び四番目の条件より、粗構造は {\displaystyle {\mathcal {P}}(X\times X)} 上のイデアルとなっている）。
以下混乱の恐れがないときは粗空間 {\displaystyle (X,{\mathcal {E}})} を {\displaystyle X} と書く。粗構造 {\displaystyle {\mathcal {E}}} の元を粗空間 {\displaystyle X} の制御集合(controlled sets)または近縁(entourages)という。
粗構造 {\displaystyle {\mathcal {E}}} が同じ台集合上の別の粗構造 {\displaystyle {\mathcal {F}}} よりも細かいとは、 {\displaystyle {\mathcal {F}}\subseteq {\mathcal {E}}} となることをいう。このとき {\displaystyle {\mathcal {F}}} は {\displaystyle {\mathcal {E}}} よりも粗いという。
粗空間 X の近縁 {\displaystyle E} と部分集合 {\displaystyle A\subseteq X} に対し、{\displaystyle A} の {\displaystyle E}-近傍 {\displaystyle E(A)} は {\displaystyle E(A):=\{x\in X:\exists a\in A,(x,a)\in E\}} と定義される。同様に一点 {\displaystyle x\in X} の {\displaystyle E}-近傍を {\displaystyle E(x):=E(\{x\})} と定義する。
典型的な状況では、近縁は {\displaystyle X\times X} 上で対角線 {\displaystyle y=x} から一定の近さに存在し、近縁を {\displaystyle x=a} で垂直に切った断面として得られる近傍は、その集合が中心 {\displaystyle a} から有界な範囲に収まっていることを示している。
近縁 {\displaystyle E} が対称であるとは、{\displaystyle (x,y)\in E} ならば必ず {\displaystyle (y,x)\in E} であることをいう。
条件 1 は一点集合は有界であることを、条件 2 は中心を共有する有界集合の合併は再び有界であることを、条件 3 は有界集合から一定の範囲内は再び有界になることを、条件 4 は有界集合の部分集合は再び有界であることを、条件 5 は近縁は本質的に対称であることを、それぞれ表している。
粗構造のイデアル基を基本近縁系 (fundamental system of entourages) という。すなわちcoarse構造 {\displaystyle {\mathcal {E}}} の部分集合 {\displaystyle {\mathcal {B}}} が基本近縁系とは、{\displaystyle {\mathcal {E}}} の各元に対してそれを含むような {\displaystyle {\mathcal {B}}} の元がとれるようなものをいう。上述の条件 4 によって、基本近縁系 {\displaystyle {\mathcal {B}}} が与えられれば粗構造 {\displaystyle {\mathcal {E}}} は ({\displaystyle {\mathcal {B}}} の元を含むような {\displaystyle X\times X} の部分集合全体のなす集合族として) 一意的に定まる。任意の粗構造は、対称かつ対角線を含む近縁からなる基本近縁系を持つ。
代表的な粗構造として、距離空間 を考えよう。距離空間 {\displaystyle (X,d)} に対し、{\displaystyle \Delta _{r}:=\{(x,y)\in X\times X:d(x,y)\leq r\}} からなる集合族 {\displaystyle \{\Delta _{r}:r>0\}} は、{\displaystyle X} の標準的な粗構造(有界粗構造)に関する基本近縁系をなす。このとき、{\displaystyle x\in X} の {\displaystyle \Delta _{r}}-近傍とは {\displaystyle x} を中心とした半径 {\displaystyle r} の閉球のことである。

## 一様有界
集合族 {\displaystyle {\mathcal {V}}} に対し {\displaystyle \Delta _{\mathcal {V}}} を {\displaystyle \Delta _{\mathcal {V}}:=\bigcup _{V\in {\mathcal {V}}}V\times V} と定義する。粗空間 X 上の集合族 {\displaystyle {\mathcal {V}}} に対し、{\displaystyle \Delta _{\mathcal {V}}}  がその粗構造に関する近縁となるとき {\displaystyle {\mathcal {V}}} は一様有界であるという。
集合族 {\displaystyle {\mathcal {U}}} が集合族 {\displaystyle {\mathcal {V}}} の細分であるとは、各 {\displaystyle U\in {\mathcal {U}}} に対して、ある {\displaystyle V\in {\mathcal {V}}} が存在して {\displaystyle U\subseteq V} となることをいう。
{\displaystyle \Theta } を粗空間 {\displaystyle X} 上の一様有界な集合族からなるクラスとする。この時 {\displaystyle \Theta } は以下の条件を満たす。
1. {\displaystyle X} 上の一点集合全体 {\displaystyle \{\{x\}:x\in X\}} は {\displaystyle \Theta } に属す。
2. {\displaystyle {\mathcal {U}}} と {\displaystyle {\mathcal {V}}} が {\displaystyle \Theta } に属すとき、その合併 {\displaystyle {\mathcal {U}}\cup {\mathcal {V}}} も {\displaystyle \Theta } に属す。
3. {\displaystyle {\mathcal {U}}} と {\displaystyle {\mathcal {V}}} が {\displaystyle \Theta } に属すとき、{\displaystyle \{\Delta _{\mathcal {V}}(V):V\in {\mathcal {V}}\}} も {\displaystyle \Theta } に属す。
4. {\displaystyle {\mathcal {V}}} が {\displaystyle \Theta } に属し、{\displaystyle {\mathcal {U}}} が {\displaystyle {\mathcal {V}}} の細分のとき、 {\displaystyle {\mathcal {U}}} も {\displaystyle \Theta } に属す。

この条件を満たす集合族のクラス {\displaystyle \Theta } が与えられたとき {\displaystyle \{\Delta _{\mathcal {V}}:V\in \Theta \}} はある粗構造の基本近縁系となる。

## 基本事項
- 粗空間 {\displaystyle X} の部分集合 {\displaystyle A} に対し、ある近縁 {\displaystyle E} とある点 {\displaystyle x} が存在して {\displaystyle A} が {\displaystyle E(x)} に含まれるとき、または {\displaystyle A} が空であるとき、{\displaystyle A} は有界 (bounded) であるという (粗空間から有界集合のなす集合族の性質だけを抜き出したものを有界型空間という)。
- 粗空間 {\displaystyle X} の部分集合 {\displaystyle A} に対し、ある近縁 {\displaystyle E} が存在して {\displaystyle E(A)=X} となるとき {\displaystyle A}A は粗稠密 (coarsely dense) もしくは大きい（large）という。
- 粗空間 {\displaystyle X} において、任意の有限集合が有界なとき粗空間 {\displaystyle X} は粗連結 (coarsely connected) であるという。
- 位相を伴った粗空間 {\displaystyle X} において、対角線集合の近傍となるような近縁が存在し、任意の有界集合が相対コンパクトなとき、粗空間 {\displaystyle X} はproperであるという。
- 位相を伴った粗空間 {\displaystyle X} が粗連結かつproperなとき、有界性と相対コンパクト性は同値になる。

## 簡単な例
- 集合 X に対し、{\displaystyle {\mathcal {P}}(X\times X)} は包含関係に関して最大のcoarse構造となる(これは X 自身を有界にする唯一のcoarse構造)。同様に {\displaystyle {\mathcal {P}}(\Delta _{X})} は包含関係に関して最小のcoarse連結となる。
- 集合 X に対し、{E ⊆ X × X : E ∖ ΔX が有限集合} は包含関係に関して最小のcoarse連結なcoarse構造となる。
- ハウスドルフ空間 X に対し、{\displaystyle \{\Delta _{X}\cup K\times K:K\subseteq X,K}は相対コンパクト集合{\displaystyle \}} は有界性と相対コンパクト性が一致するような最小のcoarse構造の基本近傍系となっている。
- ハウスドルフ空間 X に対し、{\displaystyle \{E\subseteq X\times X:X}の全ての相対コンパクト部分集合 K に対し、{\displaystyle E(K),E^{-1}(K)}が共に相対コンパクト{\displaystyle \}} は有界性と相対コンパクト性が一致するような最大のcoarse構造となる。
- 距離空間 (X, d) に対し、X を台集合とするcoarse構造 {\displaystyle {\mathcal {E}}:=\{E\subseteq X\times X:\exists r>0,E\subseteq \Delta _{r}\}} を距離 d に関する有界coarse構造 (bounded coarse structure、有界なcoarse空間という意味ではないことに注意) という。

これは、近縁 E に対し {\displaystyle \|E\|:=\sup\{d(x,y)|(x,y)\in E\}} と言う記号を定義すると {\displaystyle {\mathcal {E}}:=\{E\subseteq X\times X:\|E\|<\infty \}} と書ける。
- 距離空間 (X, d) に対し、X を台集合とするcoarse構造 {\displaystyle {\mathcal {E}}:=\{E\subseteq X\times X:{\rm {inf}}\{\|E\setminus (K\times K)\|:K\subseteq X,K;} コンパクト {\displaystyle \}=0\}} を距離 d に関する C0-coarse構造という。

properな距離空間 (X, d) 上の有界coarse構造及び C0-coarse構造から定義される部分集合の有界性はどちらも距離から定義される有界性と一致する。二つのcoarse構造は漸近的な振る舞いが異なる。

## coarse空間の間の写像
- 集合 {\displaystyle S} から粗空間 {\displaystyle X} への二つの写像 {\displaystyle f,g\colon S\to X} について、{\displaystyle \{(f(a),g(a)):a\in S\}} が {\displaystyle X} の近縁になるとき {\displaystyle f} と {\displaystyle g} は近い（close）あるいはボルノトピック（bornotopic）であるという。
- 粗空間 {\displaystyle X} から粗空間 {\displaystyle Y} への写像 {\displaystyle f\colon X\to Y} について、全ての {\displaystyle X} の近縁 {\displaystyle E} に対し、{\displaystyle \{(f(x),f(y)):(x,y)\in E\}} が {\displaystyle Y} の近縁になるとき {\displaystyle f} はボルノロガス（bornologous）(又は coarsely uniform) であるという。
- 粗空間 {\displaystyle X} から粗空間 {\displaystyle Y} へのボルノロガス写像 {\displaystyle X\colon X\to Y} について、ある粗写像 {\displaystyle g\colon Y\to X} が存在し {\displaystyle g\circ f} と {\displaystyle \mathrm {id} _{X}}、{\displaystyle f\circ g} と {\displaystyle \mathrm {id} _{Y}} がそれぞれ近いとき、{\displaystyle f} を粗同値写像(coarsely equivalence)という。

このとき、 {\displaystyle g} を {\displaystyle f} の粗逆写像という。また、粗同値写像が存在するときに、粗空間 {\displaystyle X} と {\displaystyle Y} は 粗同値(coarsely equivalent)であるという。
- 有界な粗空間は（空でなければ）全て互いに粗同値である。
- {\displaystyle \mathbb {R} ^{n}} から {\displaystyle \mathbb {Z} ^{n}} への各成分の整数部分を対応させる写像は有界粗構造について粗同値写像である。